# Hans Friedrichs

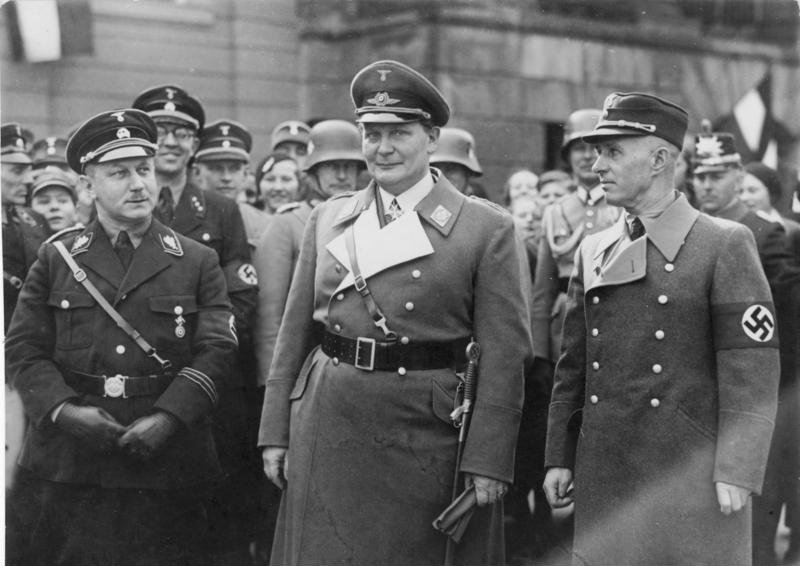
Wilhelm Kube, Hermann Göring und Hans Friedrichs bei dessen Amtseinführung am 10. März 1934, Aufnahme aus dem Bundesarchiv

Hans Friedrichs (* 9. November 1875 in Demmin; † 11. April 1962 in Meran) war von 1934 bis 1945 Oberbürgermeister von Potsdam und zeitweilig auch Kreisleiter der NSDAP.

## Leben
Friedrichs war von 1894 bis 1929 Berufssoldat und nahm, zunächst beim 3. Regiment des Preußischen Gardekorps, am Ersten Weltkrieg teil. Ab August 1916 war er als Hauptmann Kommandeur des Sturm-Bataillons Nr. 7 an der Westfront, wo er und seine Männer insbesondere bei den Kämpfen um den Chemin des Dames eingesetzt waren. Nach dem Ersten Weltkrieg übernahm er als Oberst den Truppenübungsplatz Ohrdruf. Als er 1929 seinen Abschied aus der Reichswehr nahm, erhielt er den Charakter eines Generalmajors verliehen und zog nach Potsdam.
In Potsdam setzte er sich für den Heimatschutz ein, trat zum 1. August 1932 in die NSDAP ein (Mitgliedsnummer 1.228.347) und war von 1933 bis 1937 Kreisleiter in Potsdam. 1933 wurde er Vorsitzender des Finanzausschusses des Magistrats und 1934 Oberbürgermeister. In dieses Amt wurde er am 10. März 1934 durch den preußischen Ministerpräsidenten Hermann Göring eingeführt. Als Oberbürgermeister war er vorrangig im Bauwesen und in der Grünplanung aktiv.
Im Jahre 1938 initiierte er nach Kontakten mit Wilhelm Furtwängler und Edwin Fischer die „Festlichen Musiktage in Potsdam“, die jährlich stattfindenden sollten. Mit dieser Veranstaltung wollte er „an die alte Potsdamer Musiktradition, insbesondere unter Friedrich dem Großen und Friedrich Wilhelm IV.“ anknüpfen.
In einer Rede bekräftigte er 1940 seine Ziele: Mit „straffer Führung“ wollte er die friderizianische „Stadtpersönlichkeit“ festhalten, „Individualismus“ und „wilde Wucherung“ vermeiden und die „uns noch verbliebene Naturschönheit“ erhalten. Für Potsdam fand er, „daß die Entfernung der Obst- und Gemüsebauern aus dem Bereich von Potsdam unvorstellbar ist. Es würde das Ende des Landschaftsbildes und damit des Charakters der Stadt bedeuten.“ Er verlangte „Unterordnung unter die Natur“ und fasste sein Credo in den Worten zusammen: „Wir wollen nicht versteinern, sondern Landschaftsstadt bleiben.“
Noch im Februar 1945 zeigte er sich als linientreuer Nationalsozialist und rief die Beschäftigten der Stadtverwaltung auf, Wehrmachtsdeserteure, die er als „Marodebrüder“, „Lumpen“ und „Volksverräter“ beschimpfte, zu denunzieren.
Die unter Friedrichs erstellten Neubauten zeichnen sich durch vergleichsweise zurückhaltende Formensprache aus im Gegensatz zu den klassizistisch-monumentalen NS-Bauten etwa in Berlin. Friedrichs’ konservatorische Prämissen waren stark von persönlichen Vorstellungen geprägt und nicht durch eine wissenschaftliche Auffassung von Natur- und Denkmalschutz untermauert.
1945 floh er in den Westen, um sich bald darauf in Menzenschwand im Schwarzwald niederzulassen. Hier wirkte er weiter für den Natur- und Heimatschutz, ohne wieder politisch tätig zu werden.

## Städtebauliche Projekte in Potsdam
- 1934–41 Adolf-Hitler-Kaserne des Infanterieregiments Nr. 9, Pappelallee
- 1935 Offiziersheim in der Lindenallee (heute Reiherweg)
- 1935 Reichsführerinnenschule Virchowstraße 34/36/43
- 1935–36 NS-Kriegsbeschädigtensiedlung Saarlandanger, Drewitzer Straße (heute Eduard-Claudius-Straße 1–20, 39–54)
- 1935 Siedlung Am Wildpark, Forststraße 3–4
- 1935–38 Friedrichsstadt am Adolf-Hitler-Platz (heute Schillerplatz)
- 1936/37 Siedlung der Eisenbahnsiedlungsgesellschaft, Kleiststraße
- 1936 Siedlung Schützenplatz, Am Brauhausberg 30–36, Luckenwalder (heute Einstein-)Straße 2/4/6/8
- 1936–39 Ludendorff-Kaserne Süd, Nedlitzer Straße
- 1936 Unteroffiziersschule, Eiche
- 1936 Anlagen der Kriegsschule in Bornstedt, Kirschallee
- 1937–39 Siedlung, Leipziger Straße 29–44
- 1937 GAGFAH-Siedlung, Neubabelsberg
- 1938 Wasserstraßendirektion in der Berliner Straße von Werner March
- 1939/40 ARADO-Siedlung, Neue Königstraße (heute Friedrichs-Engels-Straße)
- 1939 Präsidialgebäude des Dt. Roten Kreuzes, August-Bebel-Straße 89
- 1935 Abstockung des Turms des Reichsarchivs auf dem Brauhausberg
- 1936 Abstockung der beiden Kuppeln des Reichspostgebäudes am Wilhelmsplatz
- 1937–39 Silos der Potsdamer Dampfmühlen mit Gemeinschaftshaus, Leipziger Straße 5
- 1938 Gaststätte Seekrug, An der Pirschheide 28
- um 1940 Verwaltungsgebäude der Schultheiss-Brauerei, Leipziger Straße 4

## Grünplanerische Projekte in Potsdam
- 1934 Umgestaltung des Parks der Villa Baumgart in der heutigen Friedrich-Ebert-Straße 67 zum öffentlichen Park der Mütter und Kinder, kurz Muttergarten genannt.
- Uferkonzeption für die Havel: 1933/34 Uferweg an der Kleingartenkolonie Hinzenberg, 1934–36 Uferweg von der Leipziger Straße zum Tornow. Von der Siedlung am Adolf-Hitler-(Schiller-)Platz ausgehend, Uferpark an der Havel
- 1935 Dauerkleingartenanlage am Pfingstberg
- 1935–40 Ausgestaltung der Freundschaftsinsel, seit 1937 unter Mitwirkung von Karl Foerster und Hermann Mattern.
- 1936 Ufergaststätte Alter Tornow
- 1936–38 Grüngestaltung der Friedrichsstadt, Ausführung Karl Foerster
- 1937 Dauerkleingartenanlage auf der Oberförsterwiese
- 1937 Dauerkleingartenanlage Waldwiese
- 1937 Heldenhain am Bornstedter Friedhof mit Bronzeplastik von Walter E. Lemcke
- 1939 Abräumung der Lennéschen Anlagen auf dem Luisenplatz und Umwandlung in einen Parkplatz.
- Außenanlagen der Adolf-Hitler- und Ludendorff-Kaserne, der Kriegsschule Potsdam am Bornstedter Feld, der Unteroffiziersschule Eiche und des Offiziersheims an der Pappelallee (dieser Garten von Hermann Mattern)
- Das städtische Grün wurde unter Friedrichs von 323.485 m² Grünfläche (1934) auf 1.876.571 m² (1940) vermehrt.
- Die staatlichen (ehemals königlichen) Anlagen umfassten damals 2.364.500 m².

## Weblink
- https://www.tagesspiegel.de/kultur/literatur/rote-fahnen-ueber-potsdam/1216274.html